# Grafites romanos
Os grafites romanos ou graffiti romanos estão entre os muitos exemplos de grafites na antiguidade. Mas, além disso, também podem ser interpretados como uma demonstração de cultura popular que permeava o Império Romano ao longo de sua história. Podem ser considerados grafites qualquer marca figura ou inscrição feita em uma superfície dura, geralmente paredes.  O local onde a maior quantidade de grafites romanos foi preservado foi Pompeia, devido ao desastre que se abateu sobre a cidade, com aproximadamente 10,000 grafites tendo sido descobertos na cidade. Os conteúdos dos grafites romanos incluíam desde menções de coito sexual, recados amorosos, até poesias e trechos de obras clássicas romanas.

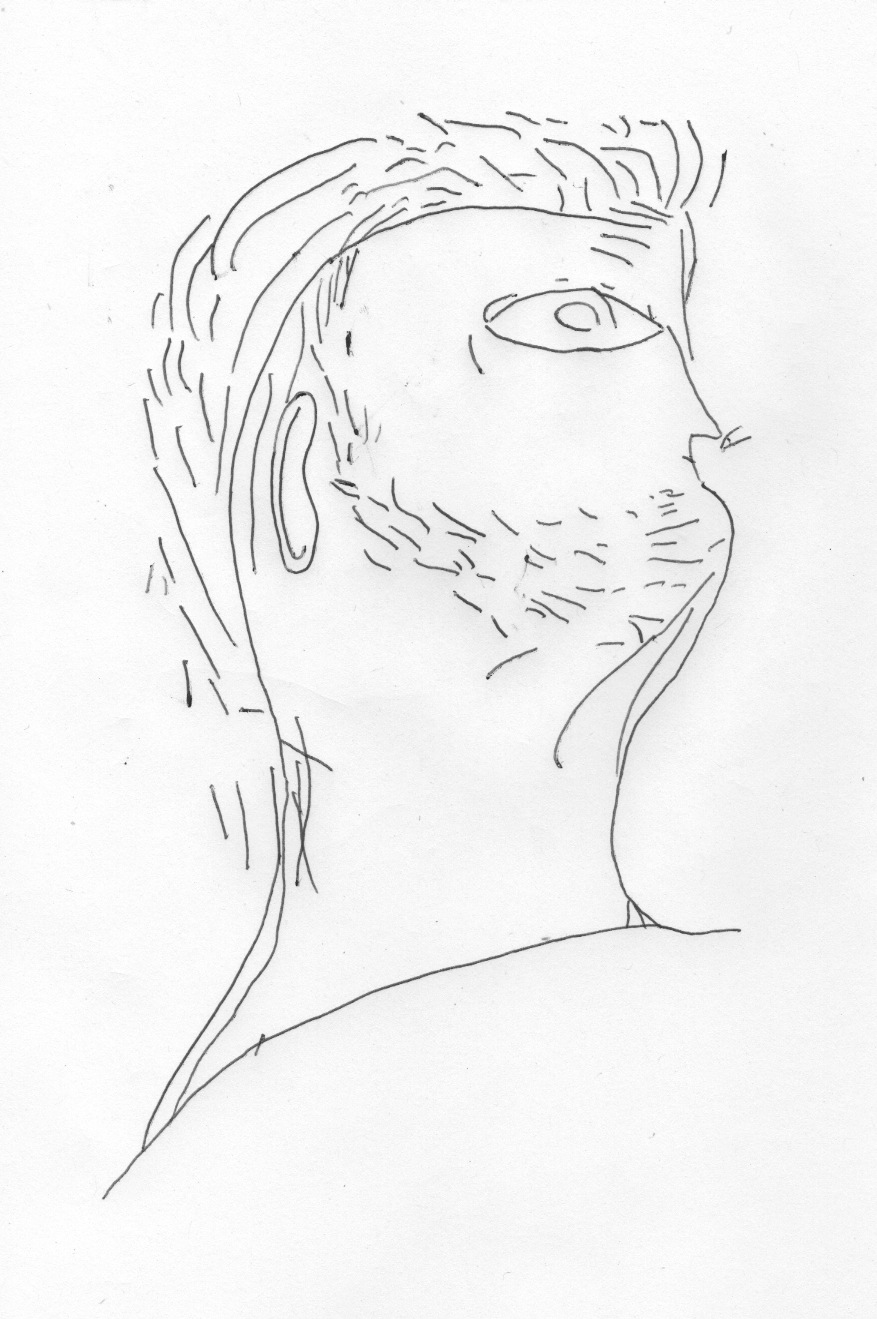
Caricatura de Nero, imperador romano, no Palácio Tiberiano

## Grafites e sociedade romana
Os grafites romanos eram, na maioria das vezes, formas de expressão popular na sociedade romana. Isso indica que qualquer pessoa com tempo e meios poderia se utilizar do grafite como forma de expressão em qualquer espaço urbano. A variedade temática dos grafites também indica a variedade das pessoas que faziam essas inscrições. Em um dos grafites presentes em Pompeia está escrito: “Fiz xixi na cama, fiz besteira, não minto. Mas, caro locador, não havia penico”. Como esse grafite estava presente na parede de um quarto de pensão, ele traduz uma reclamação de um locador do quarto em questão. Grafites desse teor não eram exclusivos a esse tipo de local, e muitos eram avisos ou insultos, com um dos grafites ameaçando alguém que defecava corriqueiramente na porta de um templo de uma maldição. Clientes insatisfeitos, no entanto, não eram os únicos a escrever nas paredes romanas.
Várias profissões são mencionadas ao longo das paredes de Pompeia, dando pistas sobre quem pode ter escrito, e para quem eram direcionados, os grafites da época. Entre elas, pode-se mencionar a presença de agricultores, artesãos, comerciantes, criadores de animais, gladiadores, prostitutas, escravos e feirantes. No mais, levando em consideração que alguns grafites em Pompeia são repetições do alfabeto grego e latino, além de contínuas repetições de vários nomes, acredita-se que essa mesma parcela de grafites tenham sido escritas não por adultos, mas por crianças como forma de exercício didático. Apesar de insultos e provocações direcionados a outras pessoas presente nos muros de Pompeia, geralmente de forma anônima, as paredes da cidade também estavam repletas de poemas e imagens. Uma parcela considerável das imagens nas paredes de Pompeia se referiam aos jogos gladiadoriais, ilustrando a luta entre os dois gladiadores, seu histórico, e quem foi o vitorioso. Essas imagens estão presentes no anfiteatro, que era o local onde os jogos aconteciam. Isso se distancia da representação gráfica das elites romanas, cuja arte representava alegorias de sua religião ou padrões geométricos diversificados, decoradas nos interiores de suas casas. Dessa forma, as diferenças entre a arte popular e a arte erudita não estava somente no local onde ela estava, mas também no fato de que os plebeus optavam por manifestações artísticas que retratassem seu cotidiano e lazer, enquanto a arte erudita estava associada à representações religiosas nas casas de membros da elite.

### Grafites políticos
O grafite também era uma forma de expressão política e, além disso, também servia como propaganda. Algumas das inscrições em Pompeia diziam respeito às eleições para edil, seja pedindo apoio da população para um candidato específico, ou difamando adversários. Possivelmente, de acordo com o estilo de escrita desses grafites, muitos desses foram escritos por profissionais, fazendo com que os grafites possam também serem considerados como um artifício de campanha política. Dessa forma, o grafite poderia ser um instrumento poderoso para candidatos se promoverem nas paredes romanas, e pessoas poderiam ser contratadas para cumprirem exatamente esse propósito.

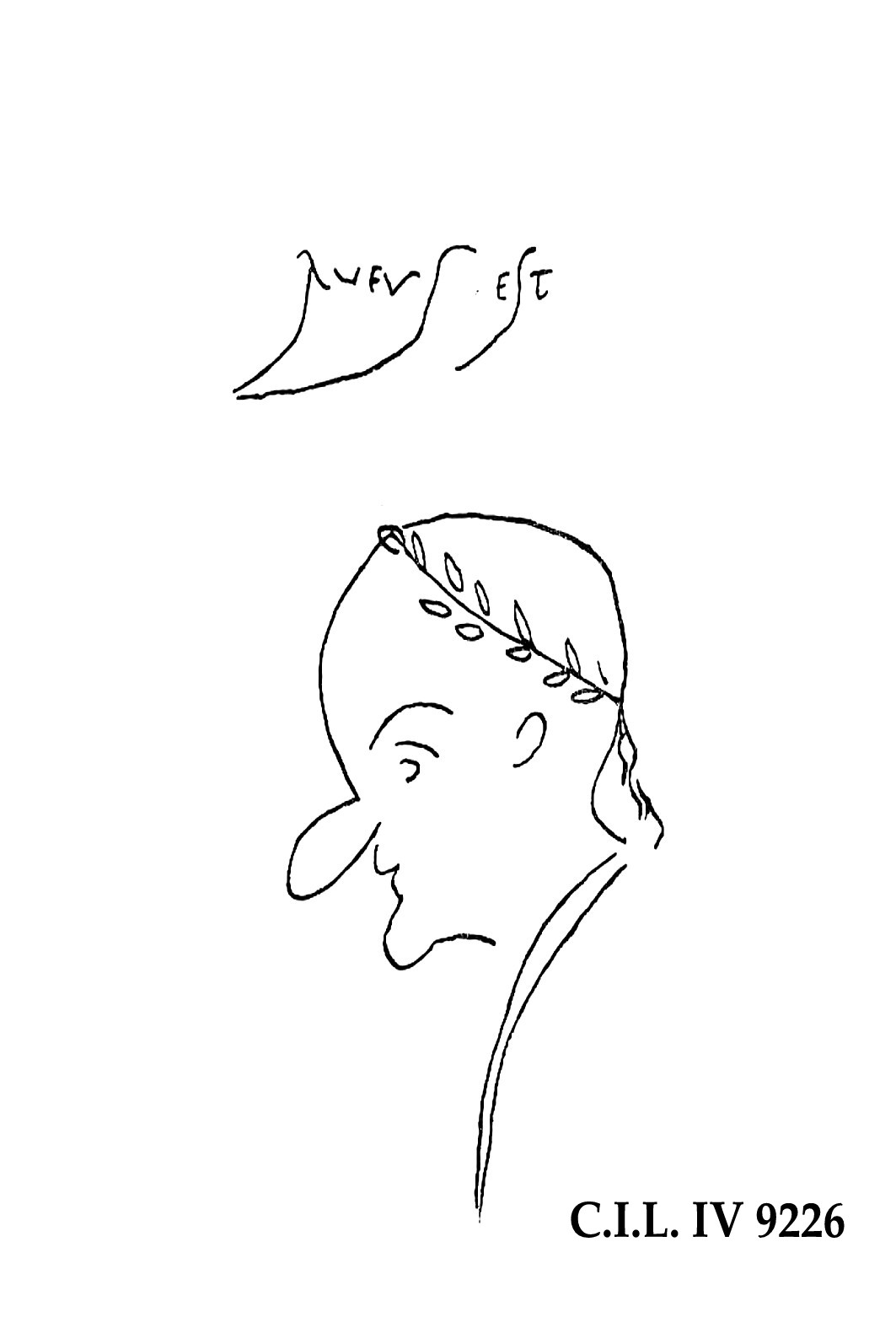
Caricatura de Rufo, político romano, na Vila dos Mistérios, em Pompeia

Apesar disso, os grafites romanos sobre política  não eram exclusivamente uma forma de propaganda, mas também serviam como uma crítica às políticas, e aos políticos, locais. Alguns exemplos desses são a caricatura de Rufo, com seu queixo e nariz proeminentes e uma coroa de louros, à moda imperial. Junto com uma caricatura do imperador Nero, esta em Roma ao invés de Pompeia, esses dois grafites podem ser considerados uma forma de humor a despeito de ambas essas figuras políticas. Outro grafite, também envolvendo Nero, acusa seu ministro das finanças de ser o veneno. Nesse caso, esse grafite foi uma crítica a uma das formas de arrecadação de fundos durante o governo de Nero, no caso, o fisco imperial para heranças daqueles condenados ao suicídio. Como os grafites eram uma manifestação pública e anônima, qualquer habitante poderia falar o que pensasse sobre a política, a cidade e seus coabitantes. Afinal, os muros não eram somente um espaço político, também eram um espaço literário.

### Poemas

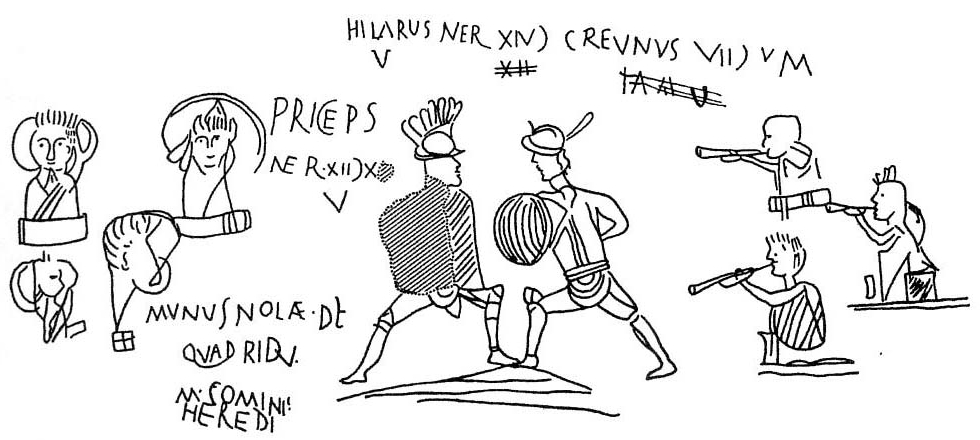
Grafite no anfiteatro de Pompeia representando uma luta entre gladiadores, com flautistas à direita e, à esquerda, os deuses aos quais os jogos foram dedicados observando o evento

Os poemas, no entanto, eram um caso à parte. Vários poemas e trechos de poemas estavam presentes ao longo das paredes de Pompeia e Herculano, com uma parte considerável deles sendo trechos de poemas épicos amplamente difundido entre as elites romanas, como A Ilíada e A Eneida. Em outros espaços, também haviam versos de poetas famosos, como Virgílio e Ovídio. Por mais que a primeira vista isso pode ser um sinal de um letramento e maior acesso à obras literárias por parte das camadas mais baixas da população de Pompeia, a maioria desses grafites inscritos são, na verdade, de trechos muito conhecidos dessas respectivas obras e autores. O que, por sua vez, pode identificar um conhecimento somente superficial sobre os poemas em questão que foram inscritos nos muros de Pompeia. Por outro lado, também haviam poemas de autoria original, mas como os grafites eram feitos de forma anônima, seus escritores provavelmente nunca serão identificados. Esses poemas autorais, no entanto, tinham estruturas das mais variadas, incluindo versos de amor.

## Grafia e forma
Como o grafite possuía uma dimensão popular, não era difícil encontrar material para escrever nas paredes. Apesar disso, um dos materiais mais utilizados por romanos para a prática do grafite foi o carvão. Fora isso, estiletes e pincéis também se encontram entre ferramentas usadas para escrever nas paredes. A grafia dos grafites, no entanto, era consideravelmente diferente das inscrições oficiais romanas. Enquanto as inscrições oficiais eram feitas em prédios públicos e utilizavam uma linguagem erudita com as devidas abreviações, o latim dos grafites romanos era diferente, utilizando letras cursivas e, em algumas ocasiões, erros ortográficos, que podem ou não serem considerados como características típicas de um escritor em particular.
Uma das diferenças consideráveis entre a escrita dos grafites e a escrita formal romana não é a utilização de letras cursivas, mas sim a própria estrutura dos grafites, presentes em alguns poemas. Nesses casos, os grafites são feitos de forma que a escrita reflete a palavra oralizada. Além disso, há uma considerável diferença na seleção das palavras nesses grafites, com palavras e jargões coloquiais sendo utilizados com maior frequência do que as palavras utilizadas pela escrita erudita. No mais, alguns grafites também foram escritos utilizando o alfabeto grego, ainda que transcrevessem palavras em latim.

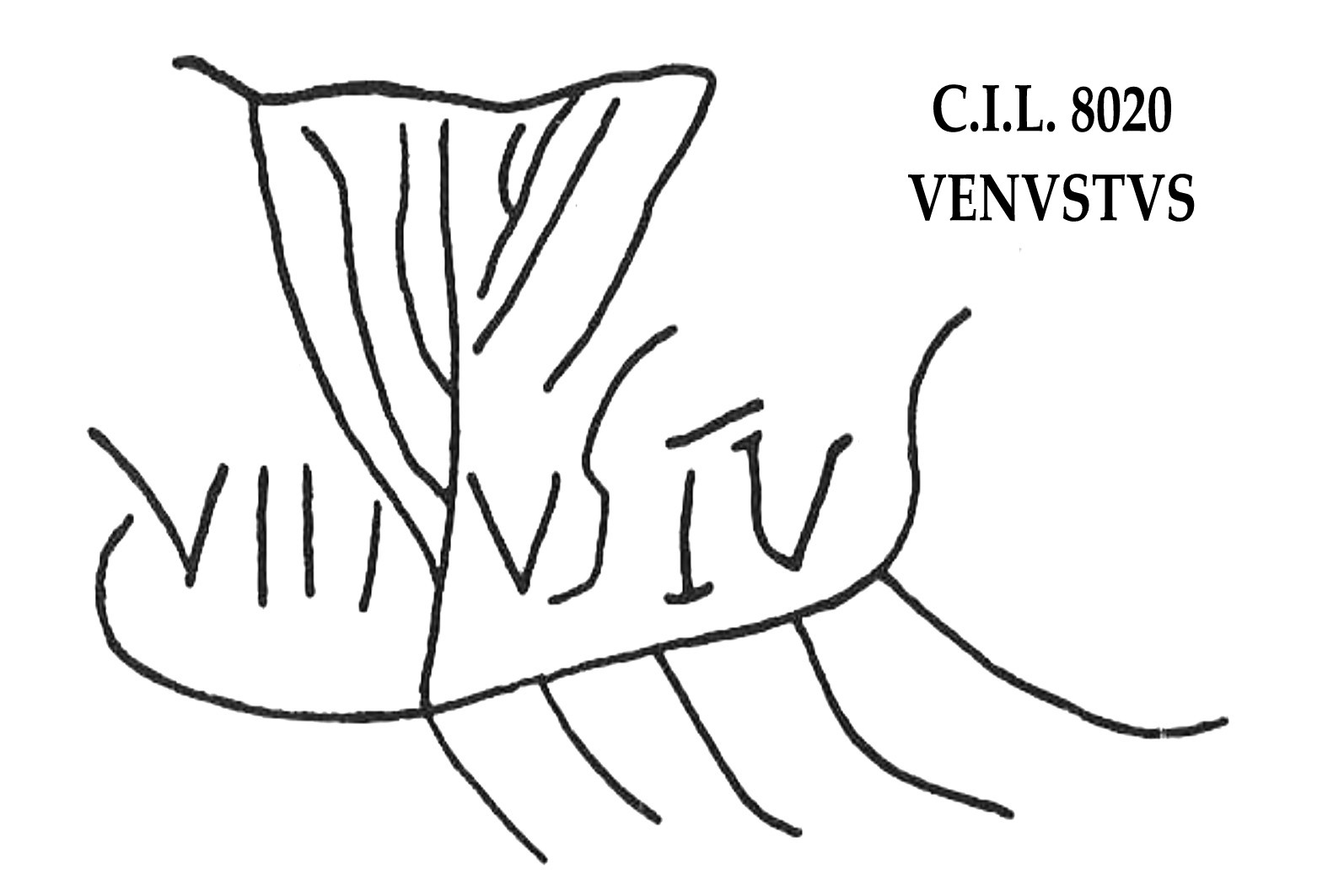
A palavra venustus (bonito) escrita de forma que se junte com a figura de um barco, em Pompeia

Os grafites, por sua vez, tinham diversos formatos, não necessariamente seguindo a convenção escrita horizontal. Algumas dessas pessoas que dedicavam seu tempo a escrever em locais públicos utilizavam as palavras para fazer elaborados desenhos poéticos. Esse foi, por exemplo, o caso de Decius Mus, que utilizou as letras cursivas de seu nome para que ela se assemelhasse a um camundongo, em alusão ao próprio nome, já que Mus, em latim, traduz-se para camundongo. De todo modo, essas formas idiossincráticas de grafites que se assemelhavam a desenhos feitos com palavras não eram sempre inofensivos. Ocasionalmente, uma pessoa que fez um grafite ofensivo poderia utilizar a sua forma para confundir o seu leitor, ou também para dar corpo à estrutura ortográfica de seu grafite. Também notório entre os grafites estavam a utilização de palíndromos, adicionando para mais uma forma de expressão popular. Alguns deles também podiam tomar a forma de um acróstico, enquanto outros eram escritos de forma a se autorreferenciarem. Como, por exemplo, um poema escrito em formato de cobra referenciando os "jogos da serpente", que também continha uma charada dentro de si, assim exemplificando que o conteúdo desses poemas era variado, inclusive contendo enigmas para que o leitor pudesse solucionar.

## Grafites e sexualidade
Um dos temas mais proeminentes dos grafites romanos, principalmente em Pompeia, é o seu teor sexual. A maioria dos grafites desse estilo está presente no bordel de Pompeia, em conjunto com várias imagens de atos sexuais. O teor desses grafites era sexualmente explícito, na maioria das vezes sendo homens comemorando suas conquistas nesse sentido com outras mulheres. No entanto, em outros locais e ocasiões, eles também podiam retratar, geralmente de forma ofensiva, relações sexuais homo-afetivas, seja do seu próprio autor anônimo, ou expondo algum rival. Tendo em vista o lugar em que essas mensagens foram escritas, essas mulheres que eram o centro das atenções desses grafites poderiam ser as prostitutas que trabalhavam no local. No entanto, elas não eram as únicas mulheres a serem citadas nesses tipos de grafites.

Uma quantidade considerável desses grafites eram ataques pessoais, feitos independente do sexo da pessoa. Um dos grafites agressivos direcionados a uma mulher estava no bordel de Pompeia, em que o homem anuncia que teve relações sexuais com uma mulher bonita, mas que ela era suja por dentro. Outro grafite desse tipo também criticava a habilidade de sexo oral de uma mulher chamada Sabina. Além disso, os grafites que expunham a sexualidade feminina não necessariamente se restringiam ao insulto, mas poderiam servir também para exemplificar as práticas sexuais que elas realizavam. Como, por exemplo, uma tabela de preço de uma prostituta chamada Lais cobrando dois denários pelo sexo oral. Por mais que o sexo oral fosse uma prática condenada entre grandes pensadores romanos, os grafites de Pompeia exemplificam que essa prática podia ser tanto um instrumento de insulto, quanto uma prática sexual corriqueira. Ainda assim, grafites de teor sexual que se referiam a mulheres não se referiam somente a prostitutas, como é exemplificado por um grafite de um homem anunciando que fez sexo com a taberneira, escrito na porta de uma taberna. Isso, por outro lado, pode levar a uma consideração de que as tabernas, além dos bordéis, também poderiam ser locais em que a prática sexual fosse permitida ou viável. Por mais que as tabernas pudessem ter sido locais em que essa prática era possível, isso não significa que a função exclusiva das tabernas era a da prostituição, por mais que a profissão de taberneira fosse constantemente associada com a da prostituição. 

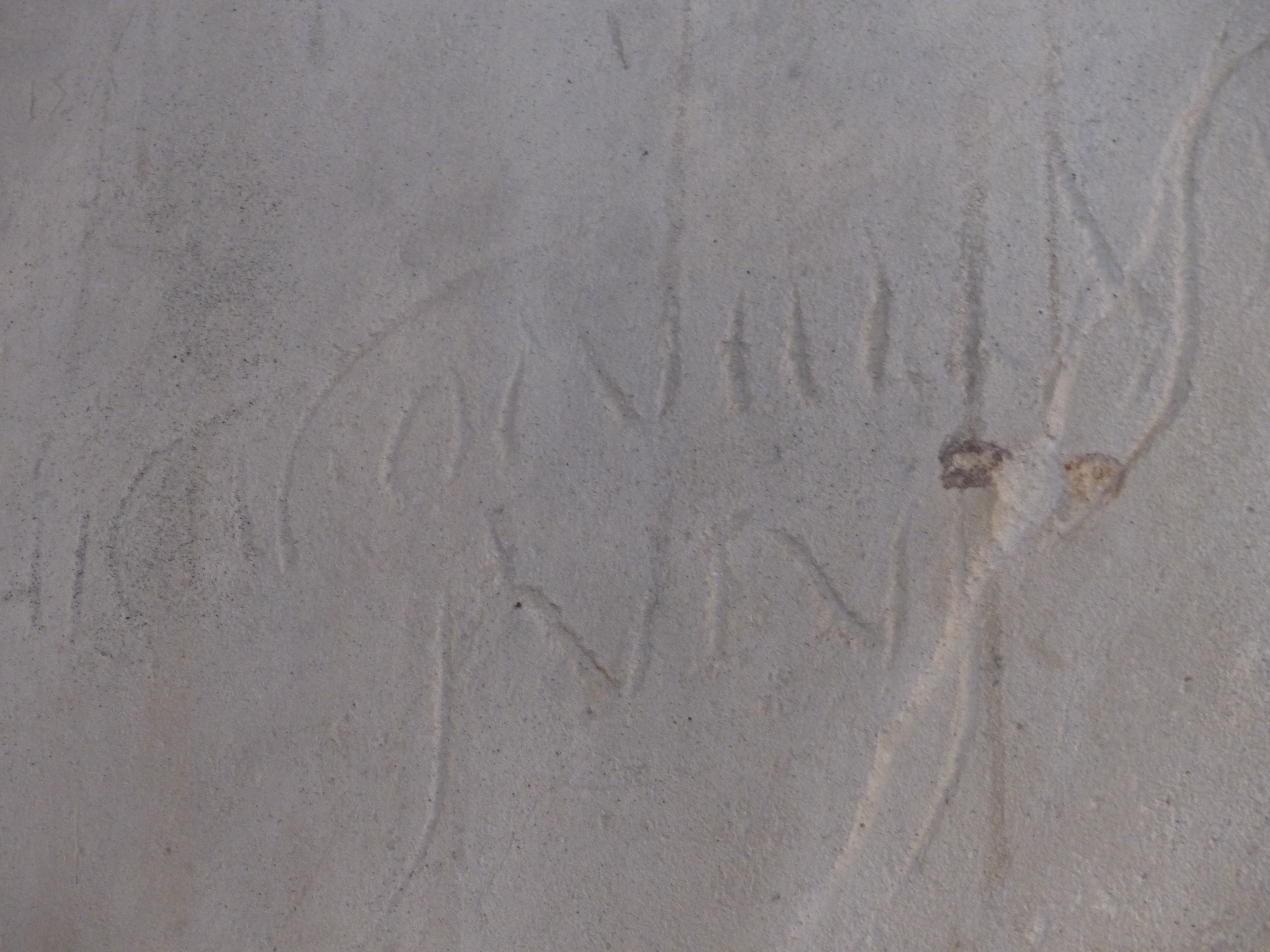
Grafite presente no Lupanar, o bordel de Pompeia

Mulheres, no entanto, não eram as únicas vítimas a serem expostas pelos grafites escritos pelos homens. Outros homens também eram alvos de insultos e difamações de cunho sexual nas paredes de Pompeia, com a maioria dessas relacionadas à parte receptora do sexo anal, enquanto um grafite insulta um homem por fazer sexo oral em mulheres contra as paredes da cidade. No que diz respeito às relações homo-afetivas, elas geralmente eram direcionadas a outros homens, possivelmente alguém que o autor não gostava. Um dos grafites acusa um escravo, chamado Cosmus, de ser um homossexual passivo. É impossível saber se a vítima desse grafite realmente era homossexual, ou se seu autor desejava somente atacar de forma deliberada um escravo. Como se isso não bastasse, alguns desses grafites vinham acompanhados de um falo, que podem ser interpretados como um sinal de agressividade por parte do autor anônimo, servindo tanto para indicar que o grafite em questão era sexualmente explícito, ou que seu leitor seria de alguma forma punido caso lesse o que estivesse escrito. Isso, no entanto, não quer dizer que todos os símbolos fálicos em paredes romanas eram uma demonstração de sexualidade agressiva por parte dos homens. Afinal, o falo era também um símbolo associado ao deus Priapo, e não era incomum os romanos utilizarem amuletos fálicos para espantar o mau olhado. Nem todos os grafites homoafetivos eram ofensivos, como pode ser exemplificado por uma declaração de amor feita por Hermeros a Sabinus, na Casa do Poeta Trágico. Ainda assim, nada impede que essa inscrição seja um tipo de piada.

## Vandalismo
Uma das questões que envolvem os grafites romanos é a sua comparação com os grafites contemporâneos. De modo geral, algumas demonstrações de grafites contemporâneos acabam sendo considerados como ataques à propriedades públicas ou privadas. Por mais que as manifestações sejam parecidas, em Roma os grafites eram considerados de uma outra maneira, com seus admiradores e detratores. Plutarco foi um dos pensadores romanos que se manifestaram abertamente contra os grafites. Para Plutarco, os grafites eram obras banais de mentes simplórias, que não demonstram nenhum tipo de aspiração à transcendência e, portanto, não condiz com as atitudes ou a leitura desejada para um homem que busca a sabedoria. O poeta Tito Calpúrnio Sículo, por outro lado, não comentou diretamente sobre grafites, mas um deles está presente em uma de suas éclogas.

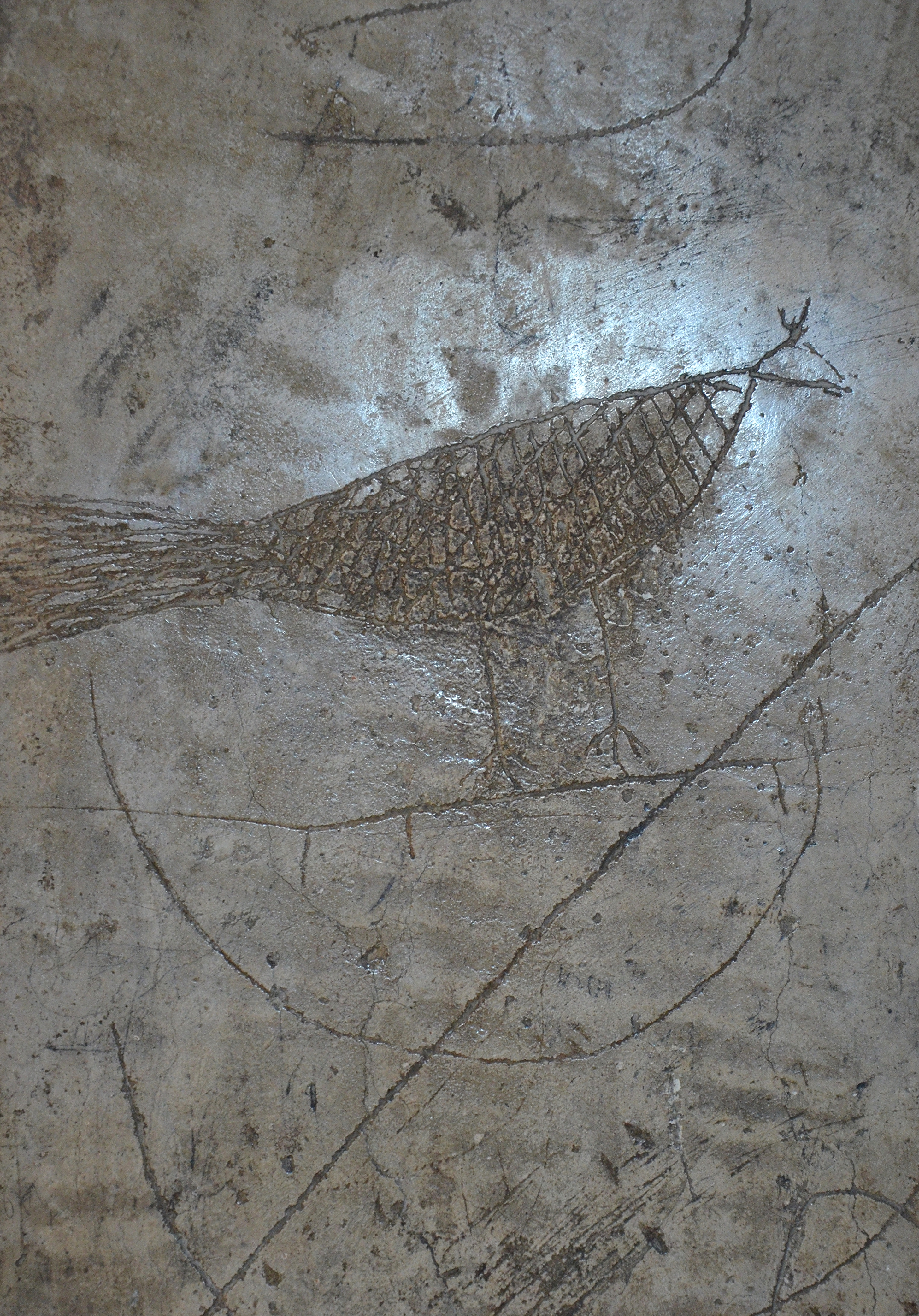
Grafite de um pássaro nas Termas Estabianas, em Pompeia

A passagem referenciando esse tipo de inscrição está na primeira écloga de Calpúrnio, em que um poema inscrito em uma árvore possui autoria do deus Fauno. Por mais que tenha sido escrito por um deus, a mensagem presente na inscrição condiz com o padrão de alguns grafites de sua época, o que sugere que o grafite sagrado da écloga tenha sido inspirado por grafites urbanos contemporâneos a Calpúrnio. Para que ele possa ter representado isso de uma maneira positiva em seu poema, isso pode sinalizar que nem todos os pensadores romanos se manifestavam de forma contrária aos grafites.

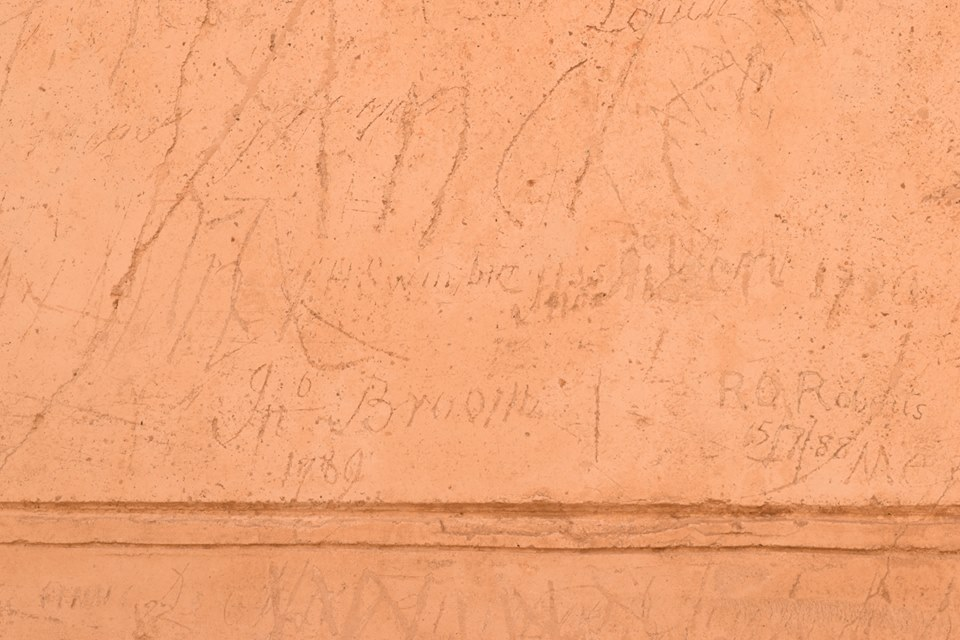
Grafites modernos e contemporâneos presentes no sacrário do Templo de Ísis, em Pompeia

O modo como o qual isso foi representado na visão de Plutarco e Calpúrnio demonstra que os grafites romanos eram uma marca da paisagem urbana da época. Mesmo com retratações favoráveis ou desfavoráveis, nenhum dos dois autores trata esses grafites, diretamente, como ataques contra a propriedade, que seria a essência do vandalismo. Por mais que os grafites tenham sido inscrições em paredes, que tratam de problemas cotidianos ou até mesmo como uma distinta forma de humor, os romanos não consideravam os grafites de sua época como ataques à propriedade porque a sua noção do que era público e privado era distinta da noção contemporânea, ainda que esses grafites estivessem presentes em tumbas, além de paredes. Por mais que o conteúdo dos grafites romanos seja similar ao mesmo dos nossos grafites atuais, a forma de interpretar ambos era diferente. Plutarco, que era crítico a essa manifestação, via ela somente como improdutiva, enquanto a sociedade contemporânea costuma abordar isso como vandalismo. Por mais que o teor dos grafites seja similar tanto no período romano quanto no tempo atual, envolvendo piadas, poemas, críticas sociais e políticas, denúncias e insultos, tudo isso feito por pessoas comuns, nada disso era interpretado como dano inerente à propriedade. Dessa forma, os grafites romanos não podem ser considerados atos de vandalismo, como os grafites atuais são geralmente considerados.

## Técnicas e estudos
Os grafites romanos em Pompeia foram preservados devido à erupção do Vesúvio em 79, mas isso não significa que eles estão absolutamente legíveis. Ao longo dos anos, inovações tecnológicas permitiram que os estudos arqueológicos identificassem com maior facilidade a grafia dessas inscrições. Além disso, novas escavações também podem abrir espaço para grandes questões, como a descoberta de um grafite escrito com carvão que desafia a convenção de que a data para o desastre em Pompeia tenha sido em 24 de agosto, sendo que o grafite em questão foi escrito no dia 17 de outubro. Por mais que o ano não tenha sido especificamente mencionado nesse grafite, o material com o qual ele foi escrito não tem uma duração muito longa no ambiente, e o fato dele ter sido preservado explicita que ele pode ter sido escrito pouco tempo antes da erupção do Vesúvio.
Além das novas escavações que estão sendo feitas em Pompeia, técnicas mais modernas são aplicadas nesses grafites. Uma parte significativa das técnicas recentes utilizadas dizem respeito à utilização de iluminação para a leitura dos grafites. Entre elas, luz refletiva infravermelha, luminescência infravermelha, detecção eletrostática para identificar inscrições em cerâmica, e perfilometria laser 3D. A técnica de iluminação não auxiliou significativamente na leitura dos grafites romanos em cerâmica, mas resultados satisfatórios foram encontrados utilizando fusão de imagens feitas em alta resolução, e a perfilometria laser 3D se provou como uma alternativa excelente para a melhora na qualidade de imagens de inscrições romanas, podendo também ser aplicada aos grafites.

## Transcrições de grafites em Pompeia
| CIL     | Grafite original | Tradução |
| ------- | --- | --- |
| IV 4597 | VITALIO VA ACTIUS COSSINIAE MAMMAE SVAE PLVMIRA SALVT                                                                                                   | Olá, Vitalião! Ácio (deseja a) Cossínia, sua mãe, os melhores votos! |
| IV 6864 | OPTVME MAXIME IUPITER DOMVS OMNIPOTES ACRACATUS SERVO NEQVA                                                                                             | Maior, grandioso, Júpiter, senhor onipotente! Ácrato, escravo desprezível! |
| IV 6862 | TESTIS EGO SVM FELLATVR | Sou testemunha de que aqui há Felação. |
| IV 9123 | NIHIL DVRARE POTEST TEMPORE PERPETVO; CVM BENE NITVIT REDDITVR OCEANO; DECRESCIT PHOEBE QVAE MODO PLENA FVIT; VEN(TO)RV FERITAS SAEPE FIT AVRA L(E)VIS. | Nada dura para sempre; Quando o Sol brilhou o suficiente, ele se entrega de volta para o Oceano; a lua, que está cheia agora mesmo, é crescente; ventos severos muitas vezes tornam-se uma brisa suave. |

## Galeria de grafites em Pompeia
| Grafite on qual está escrito o primeiro verso da Eneida | Caricatura de Peregrinus | Nome da cidade escrito em uma parede | Insulto de um rival amoroso | Inscrição de um labirinto entre a palavra Minotaurus |